# سارونگ

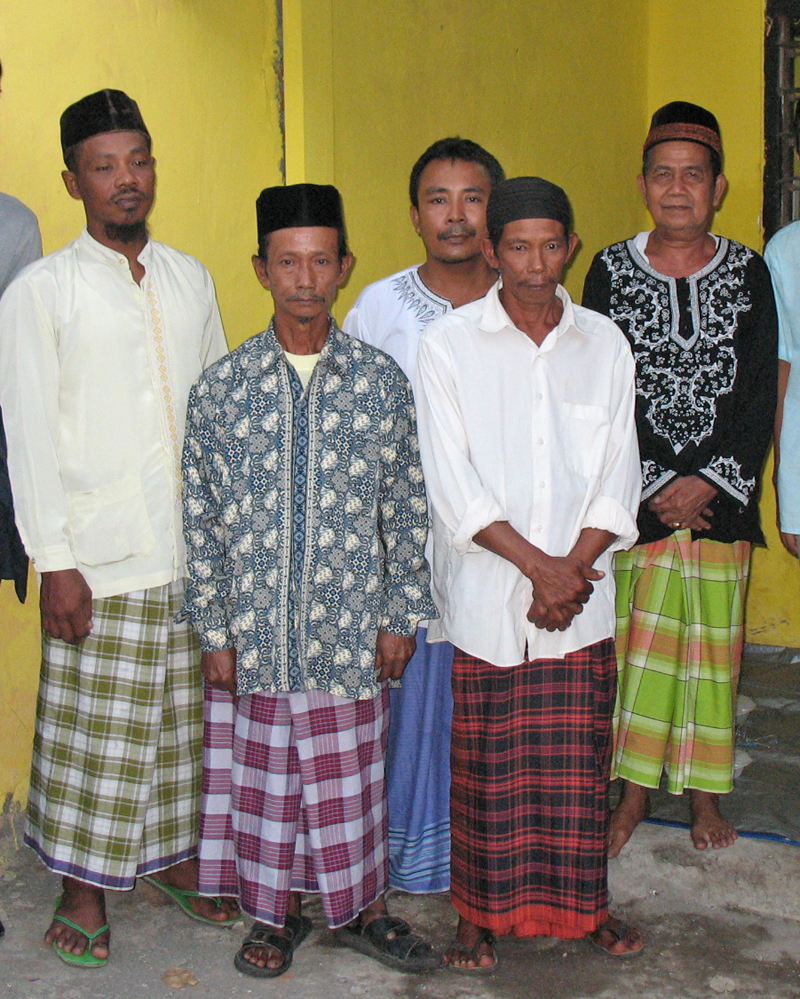
مردان جاوای اندونزی با سارونگ.

سارونگ نوعی دامن سنتی است که در مناطق وسیعی از آسیا و شاخ آفریقا مورد استفاده قرار می‌گیرد. سارونگ بیشتر از سوی مردان مورد استفاده قرار می‌گیرد اما سارونگ‌های زنانه نیز در جنوب شرقی آسیا متداول هستند. سارونگ عمدتاً در رنگهای متنوع و طرحهای چهارخانه تهیه می‌شود.

## ایران
در ایران به‌طور سنتی از لُنگ در گرمابه‌ها استفاده می‌شود. علاوه بر آن در مناطق جنوبی کشور، لُنگ به عنوان بخشی از پوشش سنتی مردانه هم به کار می رود.

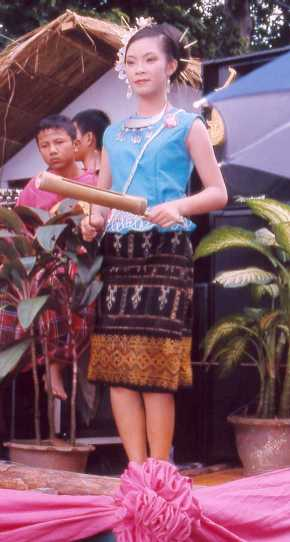
یک زن موسیقی دان اهل ایسان با دامن زنانه از نوع سارونگ.